# Åkerby socken
Åkerby socken i Uppland ingick i Bälinge härad, ingår sedan 1971 i Uppsala kommun och motsvarar från 2016 Åkerby distrikt.
Socknens areal är 14,41 kvadratkilometer varav 14,24 land. År 2000 fanns här 313 invånare.  Kyrkbyn Åkerby med sockenkyrkan Åkerby kyrka ligger i socknen.   

## Administrativ historik
Åkerby socken omtalas första gången 1302 ('Akirby', avskrift) och 1316 ('in parochia Aakerby'). Socknen hade under medeltiden huvudsakligen samma utbredning som idag. Byn Uggelsta var tidigare delad mellan Bälinge och Åkerby socknar, men överfördes 1889 i alla avseenden till Åkerby socken.
Vid kommunreformen 1862 övergick socknens ansvar för de kyrkliga frågorna till Åkerby församling och för de borgerliga frågorna bildades Åkerby landskommun. Landskommunen uppgick 1952 i Bälinge landskommun som 1971 uppgick i Uppsala kommun. Församlingen uppgick 2010 i Bälingebygdens församling.
1 januari 2016 inrättades distriktet Åkerby, med samma omfattning som församlingen hade 1999/2000. 
Socknen har tillhört län, fögderier, tingslag och domsagor enligt vad som beskrivs i artikeln Bälinge härad. De indelta soldaterna tillhörde Upplands regemente, Uppsala kompani och Livregementets dragonkår, Norra Upplands skvadron.

## Geografi
Åkerby socken ligger nordväst om Uppsala vid Jumkilsån. med Tämnaren i norr. Socknen är en slättbygd på Uppsalaslätten.

## Fornlämningar
Från järnåldern finns elva gravfält.  Sju runristningar är funna.

## Namnet
Namnet skrevs 1316 Aakerby, kommer från kyrkbyn och innehåller åker och by, 'gård; by'.